# Записки Манки Зеттерлэнда
«Записки Манки Зеттерленда» (англ. Inside Monkey Zetterland) — кинофильм.

## Сюжет
Под музыку Чайковского интеллигентная американская семья начинает выяснять отношения. Главный герой этой иронической полукомедии-полудрамы по имени Манки Зеттерленд (Энтин) пишет эпохальный сценарий, мыслит вслух, вспоминает, пытается склеить из кусочков реальности и фантазмов нечто, что могло бы называться жизнью. А эксцентричные родичи и друзья Манки своими беседами, поступками, тусовкой, непрерывными ссорами создают весьма питательную среду для его рефлексии.

## В ролях
- Стив Энтин — Monkey Zetterland
- Патрисия Аркетт — Grace
- Сандра Бернхард — Imogene
- София Коппола — Cindy
- Тейт Донован — Brent Zetterland
- Руперт Эверетт — Sasha
- Кэтрин Хелмонд — Honor Zetterland
- Бо Хопкинс — Mike Zetterland
- Рики Лэйк (Ricki Lake) — Bella the Stalker
- Деби Мейзар (Debi Mazar) — Daphne
- Марта Плимптон (Martha Plimpton) — Sofie
- Робин Антин (Robin Antin) — Waitress in Canters
- Фрэнсис Бэй (Frances Bay) — Grandma
- Люка Берковичи (Luca Bercovici) — Boot Guy
- Чак Грив (Chuck Grieve) — Guy at Taco Stand
- Лэнс Лауд (Lance Loud) — Psychiatrist
- Nicholas Matus — Young Monkey
- Крис Нэш (Chris Nash) — Policeman
- Луис Дж. Перлман (Louis J. Pearlman) — Warden / Observation Psychiatrist
- Blair Tefkin — Brent’s Assistant
- Марк Лафиа (Mark Lafia) — Observation Psychiatrist

## Интересные факты
- Слоган фильма: «Life. It’s A Trip».

## Дополнительная информация
- Премьера фильма в мире: 12 сентября 1992
- Сборы в США: $121 475